# Musée Adrien Mentienne
Le musée Adrien Mentienne est un musée historique et un musée d'art créé en 1973 et situé dans la ville de Bry-sur-Marne, dans le département du Val-de-Marne, en France. Il doit son nom à Adrien Mentienne, ancien maire de la ville, passionné d'archéologie et d'histoire.

## Histoire
Vers 1909-1912, un musée d'histoire de la ville de Bry-sur-Marne est créé et installé dans la mairie. Adrien Mentienne, alors conseiller municipal, fait don à la ville de la première collection. En 1973, ce musée est restructuré et prend le nom d'Adrien Mentienne. En 1995, le musée reçoit en donation une collection de 150 objets et oeuvres consacrée à l'artiste Maurice Joron, peintre, photographe et sculpteur ; elle est installée en 2010 dans un espace éponyme distinct de la mairie.
Le musée obtient le label Musée de France en 2003,.
En 2010, l'espace situé dans la mairie est fermé et la plupart des collections du musée sont mises en réserve. Elles ne sont dorénavant présentées au public que lors d'expositions temporaires. L'espace Maurice Joron, ouvert la même année, situé en centre-ville dans la Grande rue Charles de Gaulle, devient le principal espace d'exposition permanente du musée. Il est entièrement consacré à l'artiste Maurice Joron.

## Collections
Le Musée Adrien Mentienne est un musée d'histoire et d'archéologie et un musée d'art. Il possède donc plusieurs types de collections.
Les collections archéologiques du musée retracent l'histoire du territoire sur lequel a été créée la commune de Bry-sur-Marne. Elles couvrent la période protohistorique et la période gallo-romaine ainsi que des objets paléo-chrétiens. Elles comprennent également des objets médiévaux : des armes et bijoux mérovingiens.
Le musée conserve également des collections militaires en lien avec la guerre franco-allemande de 1870 et la bataille de Champigny : des armes, des photographies, des estampes et divers documents.
Les collections d'art du musée comprennent des peintures allant du XVIIIe au XXe siècle, des affiches de Julien Lacaze, et une collection consacrée à Louis Daguerre, inventeur du diorama et du daguerréotype (dont l'unique diorama conservé se trouve dans l'église Saint-Gervais-Saint-Protais). Enfin, la collection Maurice Joron, consacrée à l'artiste Maurice Joron, rassemble des œuvres (dessins, peintures, sculptures, photographies) ainsi que des objets liés à l'histoire familiale de l'artiste.

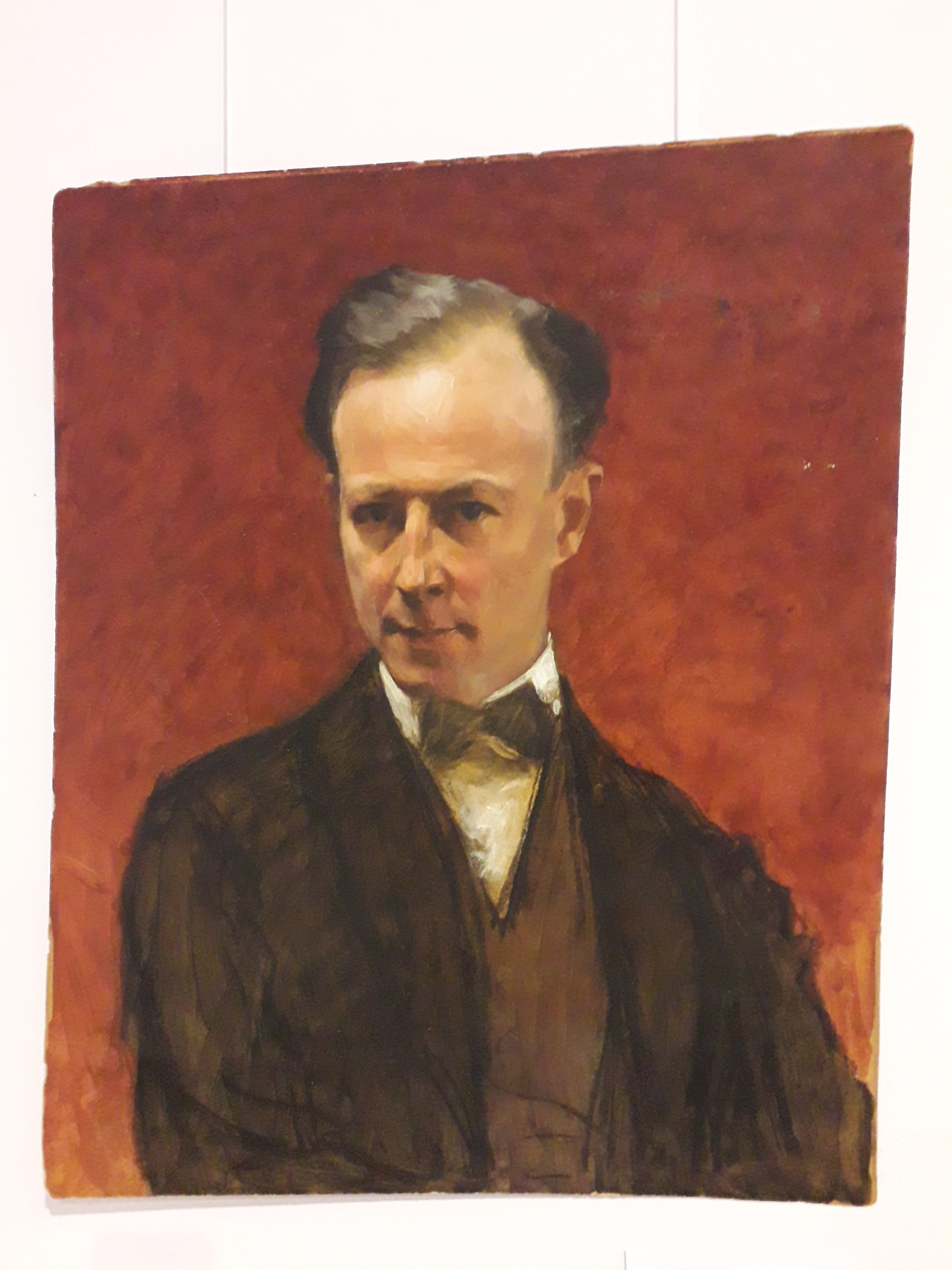
Autoportrait, par Maurice Joron.
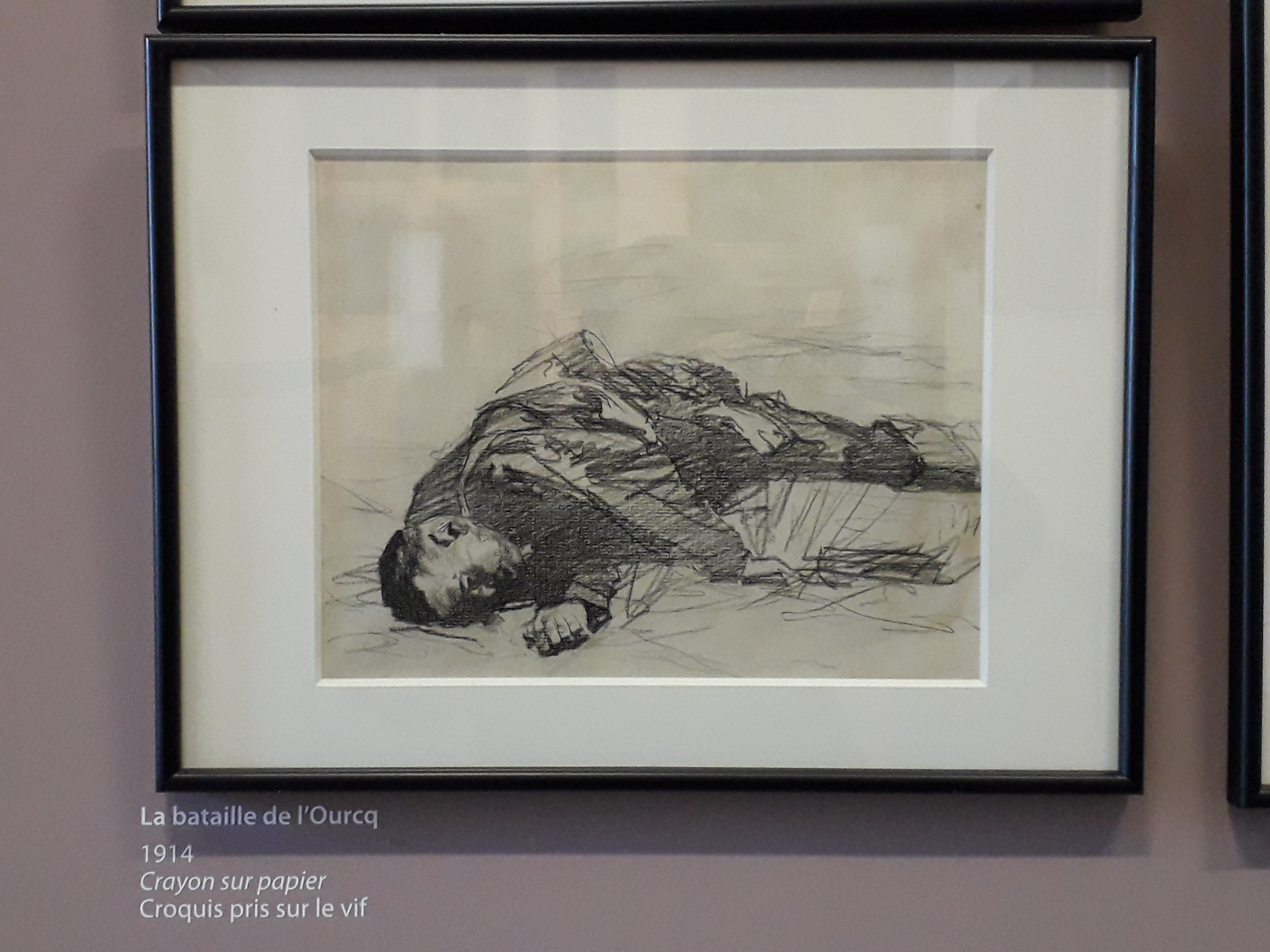
Croquis d'un soldat tué pendant la bataille de l'Ourcq en 1915, par Maurice Joron.
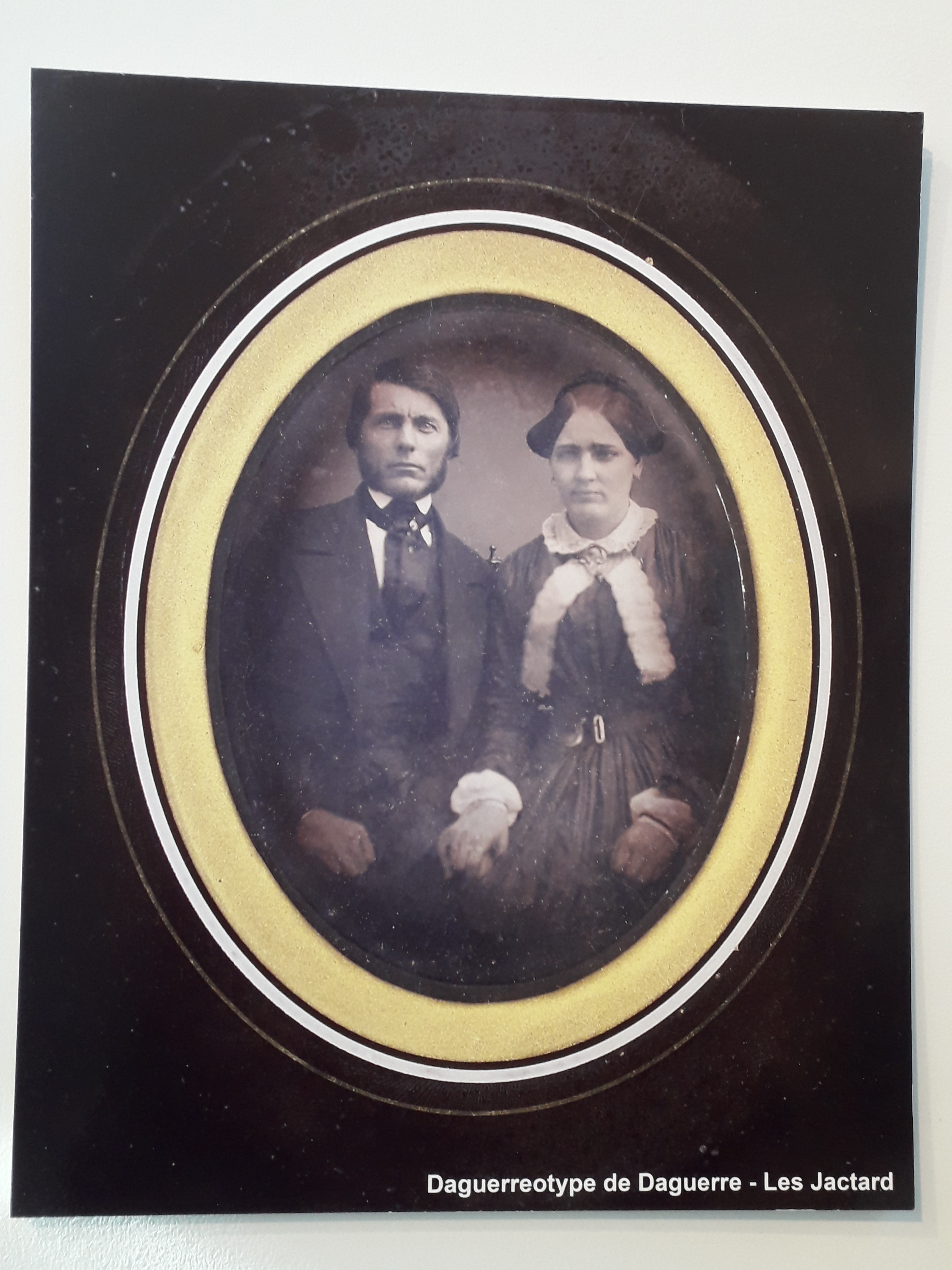
Les Jactard, portrait familial daguerréotypé, par Louis Daguerre.